# Tereza Srbová
Tereza Srbová (* 23. června 1983 Praha) je česká herečka, spisovatelka a modelka, vystudovaná kulturní antropoložka, která žije v Los Angeles. V roce 2007 ukončila modelingovou kariéru u agentury Elite Model Management v Paříži. Začala navštěvovat herecké kurzy na Královské akademii dramatických umění v Londýně, kde žila dvanáct let. Na filmovém plátně debutovala v témže roce thrillerem Davida Cronenberga Východní přísliby. Objevila se také v komedii Holky z naší školky a životopisném snímku Adolf Eichmann.

## Mládí a modelingová kariéra
Narodila se roku 1983 v Praze do rodiny lékařů. Dětství prožila na Žižkově. Zpívala v přípravce dětského sboru Bambini di Praga. Na gymnáziu zvažovala studium lékařství. Během střední školy zahájila modelingovou kariéru v agentuře Bohemia a poté přestoupila do mezinárodní agentury Elite.  První smlouvy uzavřela v reklamním průmyslu s firmami Schwarzkopf, Eurotel a Orion. Následně se prosadila u agentury Elite Model Management v Paříži, do níž se přestěhovala. Během šestileté dráhy modelky vystudovala kulturní antropologii na Filozofické fakultě Univerzity Karlovy.
Stala se jednou z dvorních modelek tuniského návrháře Azzedina Alaïi a tváří kampaní značek Christian Dior (ve světové kampani na krém Dior Iod), Mauboussin, Clarins, Crombie a Martini. Série snímků nafotila pro časopisy Elle či Harper's Bazaar.  V reklamním průmyslu pracovala pro společnosti Panasonic, Evian, Wrigley či Jaguar Cars Oriflame.

## Herecká kariéra
S ukončením hlavní modelingové kariéry, která ji už nenaplňovala, se v roce 2007 přestěhovala do Londýna. V britské metropoli studoval i její německý partner Tobias Queisser, později finanční analytik a zakladatel startupu z filmové branže, za něhož se provdala. Část jeho rodiny pocházela ze Sudet a sestra pracovala jako lékařka pro Lékaře bez hranic. V Londýně se účastnila hereckých kurzů na Královské akademii dramatických umění a jako herečku ji začala zastupovat agentura Troika. Filmovým debutem se v roce 2007 stal Cronenbergův gangsterský thriller Východní přísliby, v němž se objevila v roli Kirilenkové vedle Vigga Mortensena, Naomi Wattsové a Vincenta Cassela. V téže sezóně ztvárnila Anušku v komedii Holky z naší školky a baronku Ingrid von Ihama v životopisném snímku Adolf Eichmann. O rok později se představila jako princezna Locika v dobrodružném fantasy Inkoustové srdce podle eponymní předlohy Cornelie Funkeové.
První rolí v čestině byla epizodní postava v seriálu Sanitka 2. V produkci HBO si zahrála Ninu Pirogovovou v akčním seriálu Protiúder. Ve druhé polovině druhého desetiletí se přestěhovala do Los Angeles, kde se na Kalifornské univerzitě v Los Angeles věnovala studiu scenáristiky. Roku 2018 zrealizovala krátkometrážní snímek Meanders, k němuž napsala scénář a jenž získal několik ocenění. Rovněž se stala tváří oděvní značky Pietro Filipi. Ve špionážním dramatu Příběh špionky z roku 2018 se objevila v postavě Sonyi po boku Judi Denchové. Ve Šmídmajerově bláznivé komedii Případ mrtvého nebožtíka z roku 2020 ztvárnila menší úlohu milenky Helgy. Kvůli těhotenství byla přeobsazena v hlavní roli Svátkova snímku Dvě slova jako klíč. V roce 2022 hrála Janu Brezu v třetí řadě akčního seriálu Jack Ryan.

## Spisovatelka
Články přispívala do magazínu Magnus. Stala se autorkou kuchařky. V říjnu 2021 vydalo nakladatelství Labyrint její grafický román Sidonie: komiksový román, mapující biografii Sidonie Nádherné, s ilustracemi Petry Josefíny Stibitzové.

## Filmografie

### Film
| Rok  | Název                    | Role                     | Poznámky |
| ---- | ------------------------ | ------------------------ | -------- |
| 2007 | Východní přísliby        | Kirilenko                |          |
| 2007 | Holky z naší školky      | Anuška                   |          |
| 2007 | Adolf Eichmann           | baronka Ingrid von Ihama |          |
| 2008 | Inkoustové srdce         | princezna Locika         |          |
| 2009 | Góóól! III.              | Katja                    |          |
| 2010 | Siren                    | Silka                    |          |
| 2011 | 360                      | evropská dívka           |          |
| 2018 | Příběh špionky           | Sonya                    |          |
| 2020 | Případ mrtvého nebožtíka | Helga                    |          |

### Televize
| Rok  | Název             | Role                    | Poznámky                                                                      |
| ---- | ----------------- | ----------------------- | ----------------------------------------------------------------------------- |
| 2013 | Sanitka 2         | Yveta Králová           | 11. a 12. díl                                                                 |
| 2013 | Protiúder         | majorka Nina Pirogovová | 3 díly, Strike Back: Shadow Warfare (2013) 3 díly, Strike Back: Legacy (2015) |
| 2015 | Protiúder         | majorka Nina Pirogovová | 3 díly, Strike Back: Shadow Warfare (2013) 3 díly, Strike Back: Legacy (2015) |
| 2016 | Houdini and Doyle | Natalia                 | 4. díl                                                                        |
| 2022 | Jack Ryan         | Jana Breza              | 3. řada, 4 díly                                                               |

### Režijní, scenáristická
| Rok  | Název    | Poznámky                      |
| ---- | -------- | ----------------------------- |
| 2018 | Meanders | krátkometrážní, drama, sci-fi |